# Amusement Park
Amusement park è un brano musicale del rapper statunitense 50 Cent, estratto come secondo singolo dal suo terzo album studio Curtis. Il brano utilizza il tema dei parchi di divertimento come metafora del sesso.

## Tracce
Vinile 12" Shady Records – INTRE-12144-1
Lato A
1. Amusement Park (Edited)
2. Amusement Park (Album)
3. Amusement Park (Instrumetal)
4. Amusement Park (Acepella)

Lato B
1. Fully Loaded (Edited)
2. Fully Loaded (Album)
3. Fully Loaded (Instrumental)
4. Fully Loaded (Acapella)

CD singolo Shady Records – INTR-12145-2
1. Amusement Park (Edited) - 3:13
2. Amusement Park (Album) - 3:13
3. Amusement Park (Instrumental) - 3:11
4. Amusement Park (Acapella) - 2:44

## Classifiche
| Classifica (2007)                     | Posizione più alta |
| ------------------------------------- | ------------------ |
| US Bubbling Under Hot 100 (Billboard) | 21                 |
| US Hot R&B/Hip-Hop Songs (Billboard)  | 36                 |
| US Rap Songs (Billboard)              | 17                 |